# Dicrotendipes baru
Dicrotendipes baru är en tvåvingeart som beskrevs av Epler 1996. Dicrotendipes baru ingår i släktet Dicrotendipes och familjen fjädermyggor.
Artens utbredningsområde är Costa Rica. Inga underarter finns listade i Catalogue of Life.